# Bernarda Ligęza
Bernarda Ligęza, po mężu Kisielewska (ur. 2 października 1963) – polska lekkoatletka, (sprinterka), halowa mistrzyni Polski.

## Życiorys
Była zawodniczka Hutnika Kraków.
Na mistrzostwach Polski seniorów na otwartym stadionie zdobyła cztery medale, w tym srebro w biegu na 100 metrów w 1981, srebro w sztafecie 4 x 100 metrów w 1983, brąz w biegu na 100 metrów w 1982 i 1983. W 1982 została halową mistrzynią Polski seniorek w biegu na 60 metrów, a w 1983 zdobyła na tym samym dystansie brązowy medal halowych mistrzostw Polski.    
Rekordy życiowe:
- 100 m – 11,74 (21.06.1982)
- 200 m – 24,27 (2.07.1983)
- skok w dal - 6,24 (9.05.1987)
- trójskok - 12,32 (20.9.1987)